# 費爾朗 (新澤西州)
費爾朗（英語：Fair Lawn）是位於美國新澤西州伯根縣的自治市鎮。

## 人口
根據2020年美國人口普查的數據，費爾朗的面積為13.53平方千米，當中陸地面積為13.30平方千米，而水域面積為0.23平方千米。當地共有人口34927人，而人口密度為每平方千米2,581人。